# Кремлі Матвій Миколайович
Матвій Миколайович Кре́млі (29 жовтня 1865, Одеса — 20 грудня 1940, Москва) — радянський винороб.

## Біографія
Народився 16 (29) жовтня 1865 року в Одесі. Навчався в Нікітському училищі садівництва і виноробства, звідки був виключений за пропаганду і поширення революційної літератури.
У 1903—1904 роках вивчав виноробне виробництво Франції, Іспанії, Португалії. У 1910—1916 роках працював провідним фахівцем при винпідвалах Гурзуфа, Єревана, Ростова-на-Дону, Самарканда. Ввів в практику нагрівальні камери для мадеризації, ряд способів приготування міцних, лікерних вин і коньяків. Під його керівництвом створені «Облпродкоми» в Самарканді у 1917 році і Дагестані у 1920 році, де він 1923 року очолив Управління виноградарства і виноробства. У 1923—1931 роках — завідувач виробництвом «Кримвинробуправління». КБув одним з організаторів індустріалізації виноробства СРСР, стандартизації винопродукції і сорторайонування виноградарства.
Помер в Москві 20 грудня 1940 року.

## Праці
- Винокурение и коньячное производство. — Виноградарство и виноделие, 1904, № 10;
- Районирование виноградно-винодельческих местностей СНГ по типам — фабрикатов переработки винограда и стандартизации вин. — Вестник виноградарства, виноделия и виноторговли СССР, 1931, № 1;
- Оклейка и фильтрация вин (технический минимум). — М.-Л., 1939.